# Podocerus talegus
Podocerus talegus is een vlokreeftensoort uit de familie van de Podoceridae. De wetenschappelijke naam van de soort is voor het eerst geldig gepubliceerd in 1965 door J.L. Barnard.